# シモネッタ・ソマルーガ
シモネッタ・ソマルーガ（イタリア語: Simonetta Sommaruga、1960年5月14日 - ）は、スイスの政治家。社会民主党所属。
2010年から2022年まで連邦参事会員（2018年まで司法・警察担当、2019年以降は環境・運輸・通信・エネルギー担当）を務め、その間それぞれ二度大統領・副大統領の職にあった。

## 経歴
ツークに生まれ、三人の兄弟とともにアールガウ州シンスで育った。シュヴィーツのギムナジウムを卒業後、ルツェルン、カリフォルニア州、ローマでピアニストとして修業し、1988年から1991年までフリブール大学で英語とロマンス諸語を学んだ。それと平行して、1981年から1990年まで社会民主党所属のベルン大議会議員として活動。1993年にスイス消費者保護協会の理事に就任し、1999年には会頭に昇格した。1998年から2005年までケーニッツの役所に勤務し、1999年にベルン州から全州議会（上院）議員に選出された。
2010年8月11日にモーリッツ・ロイエンベルガー参事の引退に伴う参事選に出馬する意向を表明し、9月22日に当選した。ディディエ・ビュルカルテ大統領とともに、2014年の連邦副大統領に選出された。2022年をもって連邦参事会参事から退任した。後任はエリーザベト・ボーム＝シュナイダー全州議会議員。
夫は作家のルーカス・ハルトマンで、ベルン郊外のシュピーゲルに住んでいる。1987年から1999年まで、赤十字国際委員会の総裁を務めたコルネリオ・ソマルーガとは縁戚関係にある。
- 連邦参事会のメンバー7人と連邦事務総長（2012年）。左からヨハン・シュナイダー＝アマン、ソマルーガ、ディディエ・ビュルカルテ、エフェリーネ・ヴィドマー＝シュルンプフ、ウエリ・マウラー、アラン・ベルセ、ドリス・ロイトハルト、コリーナ・カサノヴァ連邦事務総長。
- 連邦参事会のメンバー7人と連邦事務総長（2019年12月10日）。左からヴァルター・トゥルンヘア連邦事務総長、ヴィオラ・アムヘルト、ギー・パルムラン、アラン・ベルセ、ソマルーガ、イニャツィオ・カシス、ウエリ・マウラー、カリン・ケラー・ズッター。
- イタリアのセルジョ・マッタレッラ大統領と（2020年9月29日）